# Tagete (divinità)
Tagete (in latino Tages) è una divinità etrusca figlio di Genio e della Terra e nipote di Giove. Secondo il mito, insegnò l'arte della divinazione al popolo etrusco. Insieme alla lasa Vegoia, sarebbe autore dei libri sacri degli Etruschi.

## Il mito
Il mito di Tagete ci viene narrato da Cicerone nel De divinatione (Cic. de Div. 2.23), e da alcuni poeti, tra i quali Ovidio (Ov. M. 15, 558).
Un giorno un contadino che arava un campo nei pressi del fiume Marta, in quei di Tarquinia, vide una zolla sollevarsi dal solco e assumere le sembianze di un fanciullo. Lo chiamò Tagete. Il fanciullo era dotato di grande saggezza e di virtù profetiche (per cui talvolta viene raffigurato con i capelli bianchi). Visse soltanto il tempo necessario per insegnare agli Etruschi, accorsi sul luogo dove era nato, l'arte di predire il futuro, scomparendo poche ore dopo la sua miracolosa apparizione. Le norme da lui dettate furono trascritte e raggruppate su tre serie di libri sacri: gli Aruspicini, i Fulgurali e i Rituali. Questi ultimi comprendevano anche i Libri Acherontici che costituirono le fonti ufficiali e misero in luce i due punti essenziali della religione etrusca: l'importanza della divinazione che permetteva di interpretare la volontà degli dei e la necessità di istituire un preciso rituale per ogni circostanza della vita sia pubblica che privata. A ciò erano preposti i sacerdoti, una casta privilegiata che si trasmetteva la carica di padre in figlio, ed erano divisi in due categorie: Aruspici ed Auguri.
I libri scritti da Tagete probabilmente furono letti dallo scrittore greco del V secolo, Giovanni Lido, il quale nel suo De Ostentis (I, 3) ci descrive brevemente l'argomento e le caratteristiche stilistiche dell'opera. Per esempio, ci dice che fu scritta a modo di dialogo tra Tarconte, un aruspice da non confondere col Tarconte dei tempi di Enea, e Tagete, domandando l'uno quale fosse l'idioma degli italici (τῇ τῶν Ἰταλῶν ταύτῃ τῇ συνήθει φωνῇ), e rispondendo l'altro con lettere antiche e a me (scil. Tarconte) poco famigliari (γράμμασιν ἀρχαίοις καὶ οὐ σφόδρα γνωρίμοις ἡμῖν).

## Etimologia
In quanto all'etimologia del nome, secondo l'etruscologo Massimo Pallottino, che basa la sua ipotesi su uno specchio etrusco conservato al Museo archeologico di Firenze, dove viene rappresentato un giovane aruspice osservando un fegato assieme ad altri personaggi, con la scritta pavatarchies (da tradursi forse come "il bimbo Tarchies"), il nome latinizzato di Tages corrisponderebbe ad un Tarχies etrusco.
Giulio Mauro Facchetti ha proposto un'ipotesi alternativa collegando il nome alla ripetitiva radice etrusca thac- / thax-, che interpreta come 'voce'.

## Rappresentazioni di Tagete
Le rappresentazioni etrusche classificate come rappresentanti Tagete sono molto rare, e quasi altrettanto rare sono le scene chiaramente legate al mito di Tagete. Figure appoggiate al lituo, il bastone ricurvo dell'augure, o che esaminano le viscere indossando il cappuccio conico dell'aruspice, sono comuni, ma non sono necessariamente Tagete. Anche le figure alate, che rappresentano la divinità, sono comuni, soprattutto sulle urne funerarie di Tarquinia, ma è discutibile se qualcuna raffiguri Tagete. Supponendo che una certa percentuale di queste rappresentazioni sia effettivamente Tagete, non sembra esserci un modo standard per raffigurarlo. Gli storici dell'arte hanno inserito Tagete liberamente tra di esse, ma in modo del tutto speculativo.
Un tipo di scena incisa su gemme del IV secolo un tempo incastonate in anelli di sigillo, sembra descrivere il mito di Tagete. Una figura barbuta (Tarconte?) si china come se stesse ascoltando la testa o la testa e il busto di un'altra figura senza barba, incastrata o che emerge dal terreno. Su un tema simile è una statuetta votiva in bronzo del III secolo a.C., proveniente da Tarquinia, che raffigura un infante seduto che scruta verso l'alto con la testa e il volto di un adulto.

## Nella botanica

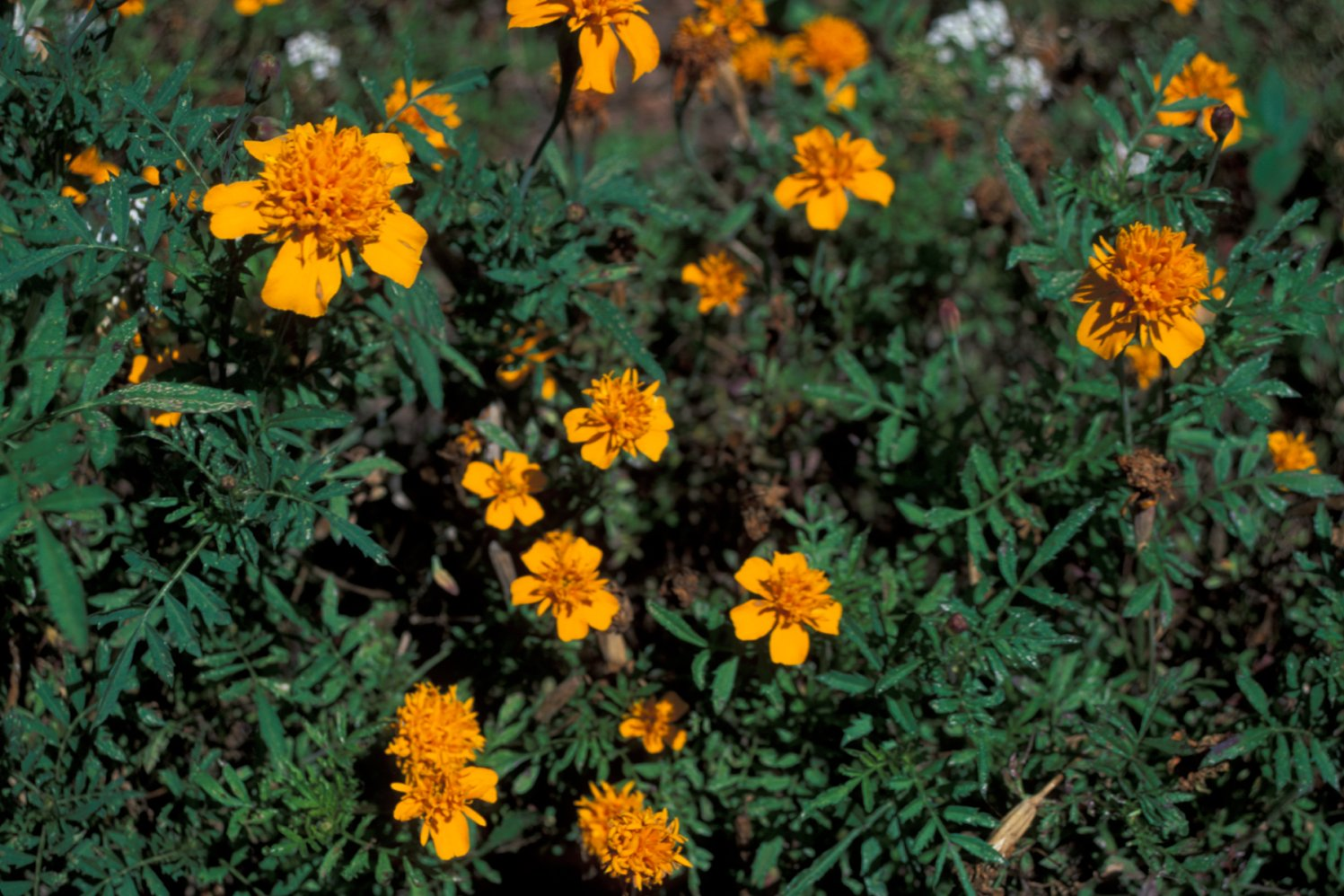
Una tagete in fiore.

Tagete dona il suo nome ad un genere di piante della famiglia delle asteracee, originarie degli Stati Uniti d'America sud-occidentali, del Messico e del Sud America. Fu descritta come genere da Linneo nel 1753. Il nome anglofono di questa pianta è marigold.